# Villa Thorwald

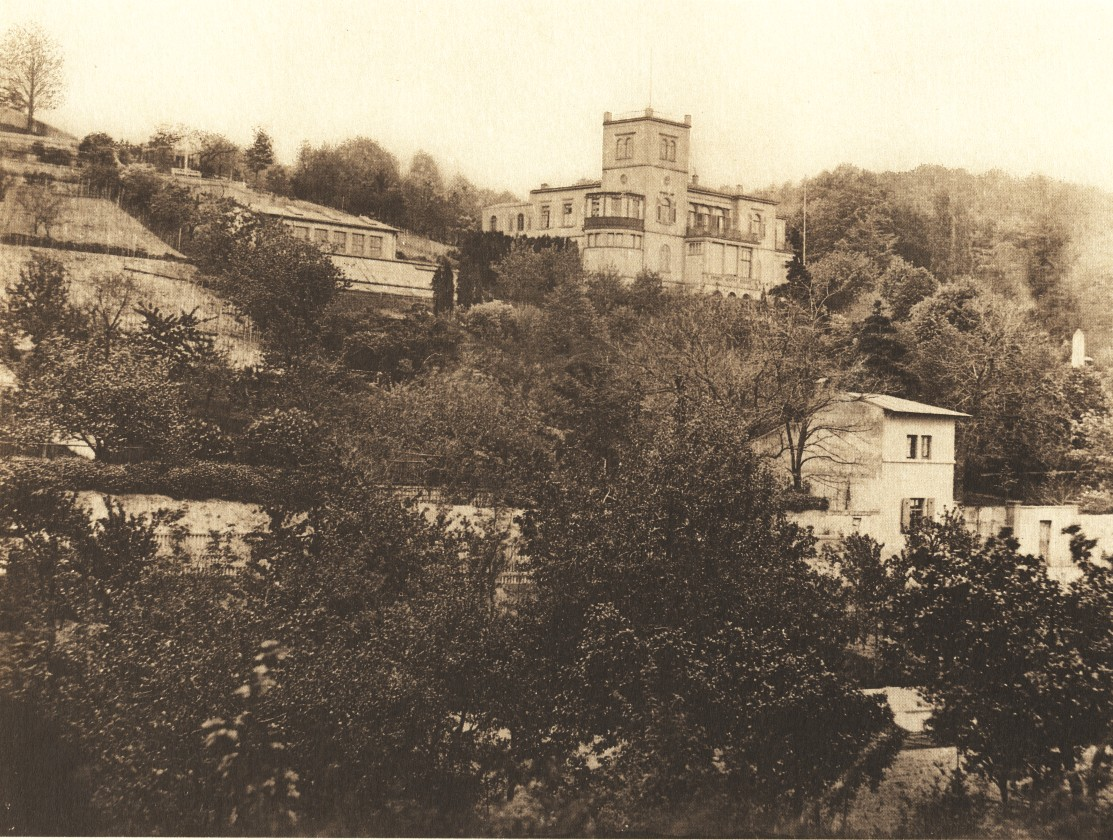
Die Villa Thorwald am oberen Hang auf einer Fotografie von August Kotzsch um 1875. Am rechten Bildrand ist mittig die Spitze des Obelisken zu erkennen.

Die Villa Thorwald, bis 1893 Villa Herrmann genannt, ist eine Villa auf der Schillerstraße 12 im Dresdner Stadtteil Loschwitz, die unter Denkmalschutz steht.

## Geschichte

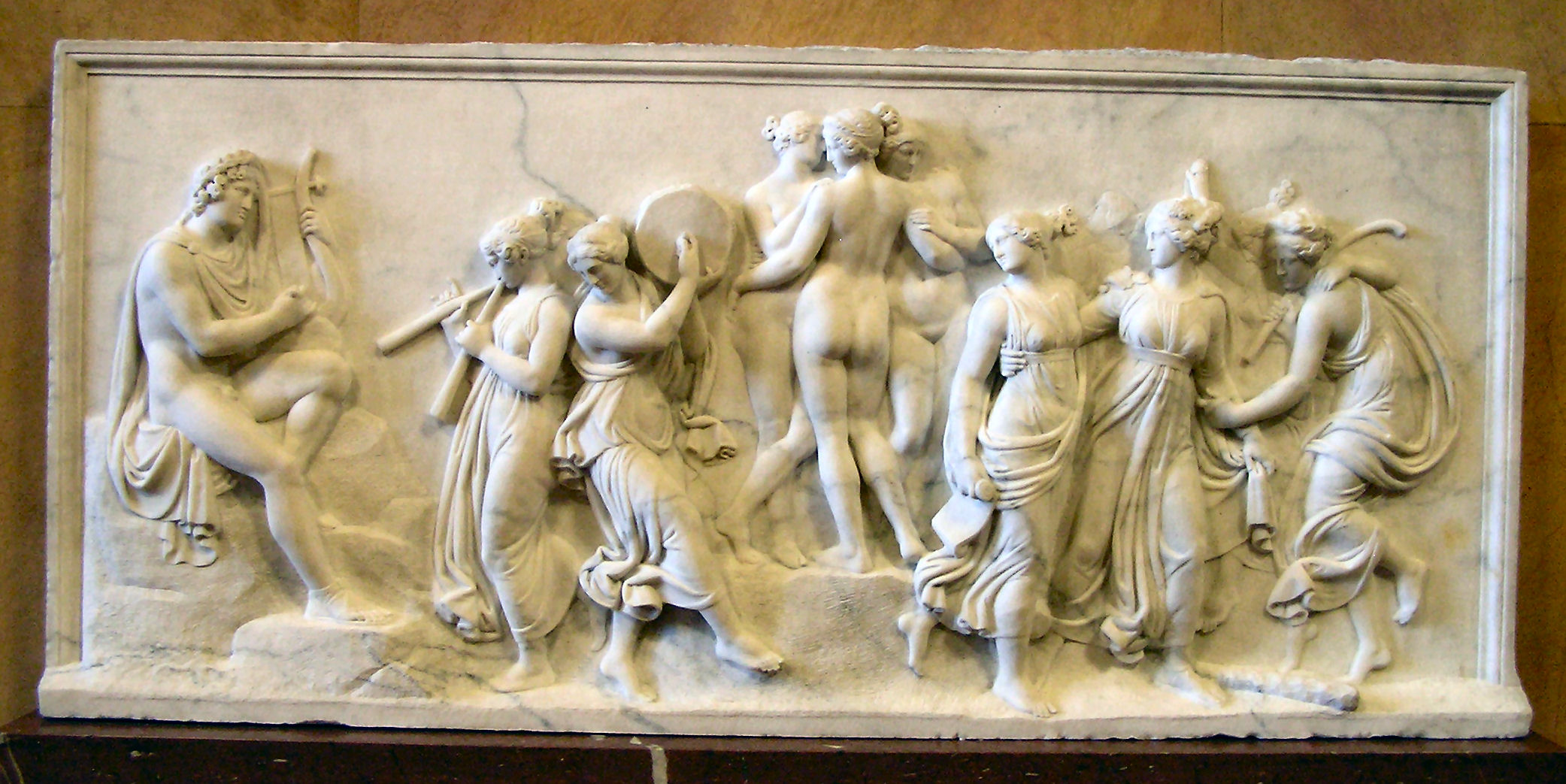
Ein Gipsabdruck von Thorwaldsens Der Tanz der Musen auf Helikon (hier das Original) ziert das Treppenhaus der Villa Thorwald

Die Villa Thorwald wurde im Jahr 1841 von Heinrich Hermann Bothen (1814–1878) in den Loschwitzer Weinbergen erbaut. Von 1851 bis 1852 erfolgte ein grundlegender Um- und Ausbau durch Theodor Lehnert (1825–1910). Den Auftrag für die baulichen Veränderungen gab Bildhauer Joseph Herrmann (1800–1869), der die Villa 1852 bezog. Nach ihm gab man dem Gebäude den Namen „Villa Herrmann“. Herrmann galt als einer der begabtesten Schüler Bertel Thorwaldsens, bei dem er zehn Jahre lang in Rom tätig war, bevor er nach Loschwitz zog. Sein Vermögen erwarb sich Herrmann durch „Arbeiten am Winterpalast in St. Petersburg.“
Im Jahr 1877 wurde östlich des Gebäudes durch den neuen Besitzer Adolph Heymel, Adoptivvater von Alfred Walter Heymel, ein Anbau ergänzt. Er ist ebenfalls als Kulturdenkmal eingetragen und wurde 2001 umfassend saniert. Der zum königlich-sächsischen Geheimen Hofrat ernannte Zahnarzt und Erfinder der gebrannten Porzellanfüllung Newell Sill Jenkins (1840–1919), seit 1893 Besitzer des Gebäudes, gab der Villa den Namen „Villa Thorwald“. Die Namensgebung nahm auf Gipsabgüsse von Werken Thorwaldssens im Gebäudeinneren Bezug. 
Von 1926 bis 1935 lebte Wilhelm Kreis in der Villa Thorwald, die 1945 enteignet wurde. Bis 1992 war die Villa Thorwald ein Studentenwohnheim und dient heute wieder als Wohnhaus.

## Bau

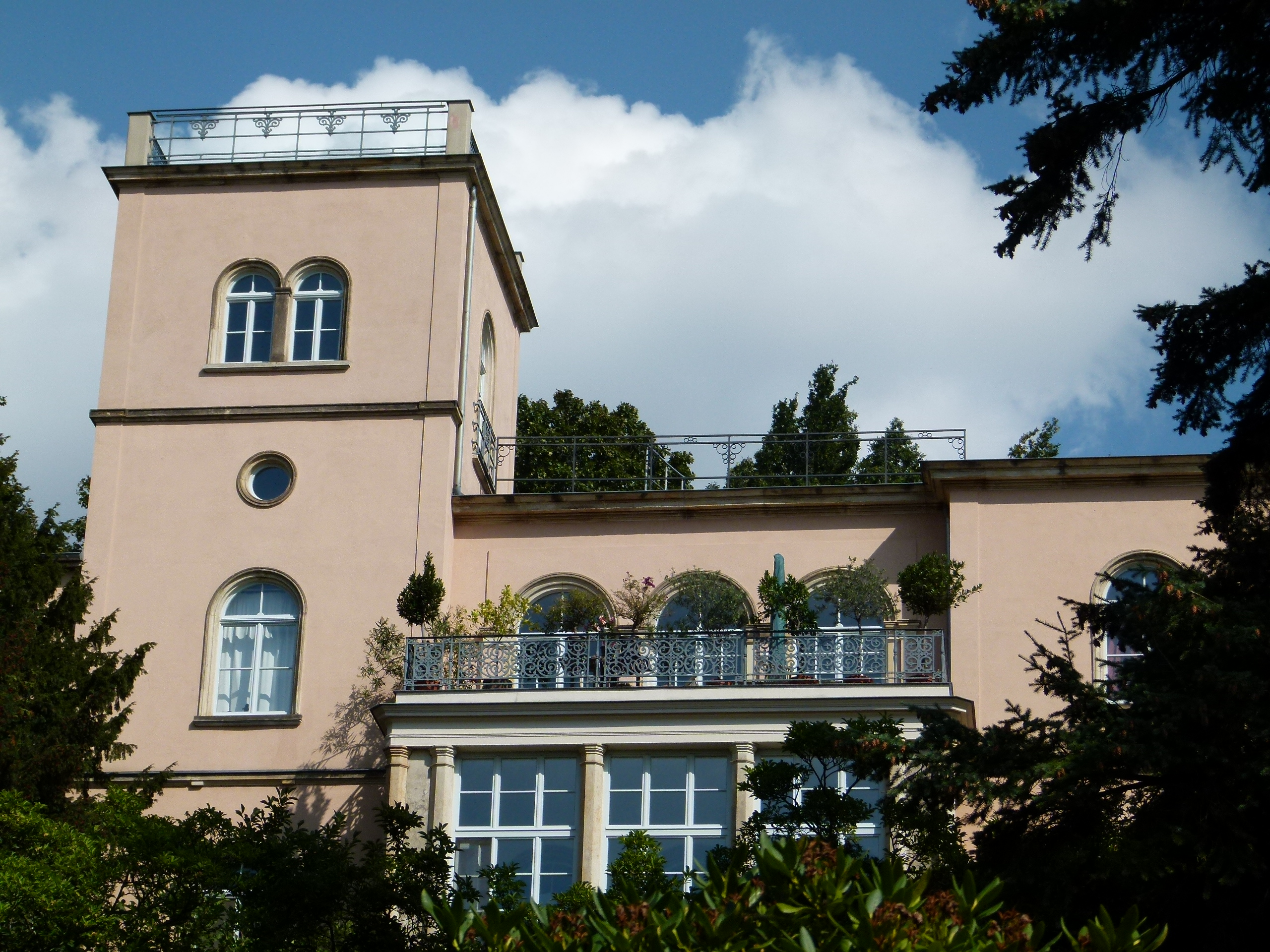
Ansicht der Villa 2011

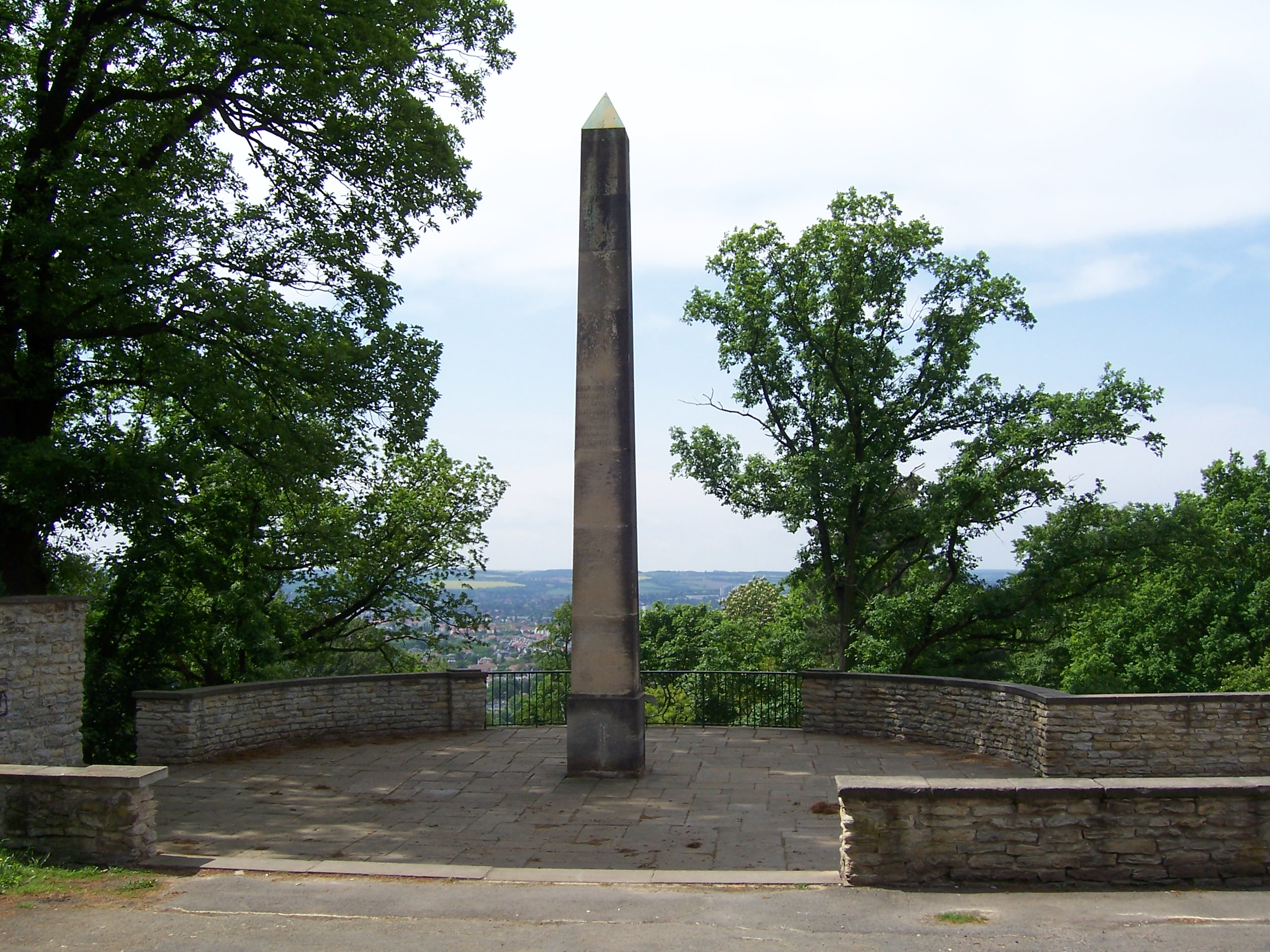
Obelisk von Joseph Herrmann an seinem heutigen Standort oberhalb der Villa Thorwald

Das ursprünglich zweigeschossige Weinberghaus wurde durch Theodor Lehnert klassizistisch umgestaltet. „Die aufwendigen Entwürfe im Stil italienischer Renaissance-Villen kamen … nur reduziert zur Ausführung.“ Ein geplanter Turm im westlichen Gebäudeteil wurde verkürzt umgesetzt. Villa und umgebender Park sind noch heute „deutlich von der Italienbegeisterung des frühen 19. Jahrhunderts gekennzeichnet…“
Herrmann widmete die Villa seinem Lehrer Thorwald. Das Treppenhaus zieren mehrere rechteckige und ovale Gipsabgüsse von Reliefs Thorwaldsens. Besonders wertvoll ist dabei eine verkleinerte Gipskopie von Thorwaldsens Alexanderzug, den er 1811 als „Huldigungsarbeit für Napoleon I.“ geschaffen hatte. Sie befindet sich heute im Gartensalon der Villa Thorwald.
Der ursprüngliche Weinberg, auf den heute unter anderem noch Mauerreste auf dem Grundstück hinweisen, wurde zu einem Park umgestaltet. Zur Verschönerung des Anwesens schuf Joseph Herrmann in Erinnerung an den 1854 verstorbenen König Friedrich August II. einen Obelisken, der später auf das unmittelbar oberhalb der Villa an der Collenbuschstraße gelegene Aussichtsplateau „Friedensblick“ versetzt wurde.
Der Park erfuhr über die Jahre zahlreiche Verkleinerungen, so werden frühere Teile des Parks heute „durch Zweckbauten eines Forschungsinstituts entstellt.“